# Nederlandse kampioenschappen schaatsen afstanden 2018
De Nederlandse kampioenschappen afstanden 2018 werden van 27 tot en met 29 oktober 2017 gehouden op de overdekte schaatsbaan Thialf in Heerenveen, Friesland.
Bij deze NK afstanden (m/v) waren naast de nationale titels en medailles op de afstanden ook startbewijzen te verdienen voor de eerste serie wereldbekerwedstrijden van het seizoen 2017/18.
De NK massastart (m/v) van het seizoen 2017/18 werden op zondag 14 januari 2018 verreden op de ijsbaan van het Sportcentrum Kardinge in stad Groningen, provincie Groningen. Bij de mannen veroverde Willem Hoolwerf de titel, Stefan Wolfenbuttel werd tweede en Johan Knol derde. Bij de vrouwen behaalde Annouk van der Weijden de titel, Bianca Bakker werd tweede en Elma de Vries derde.

## Programma
| vrijdag 27 oktober                                      | zaterdag 28 oktober                                    | zondag 29 oktober                                                                 |
| ------------------------------------------------------- | ------------------------------------------------------ | --------------------------------------------------------------------------------- |
| 3000 meter vrouwen 1500 meter mannen 0500 meter vrouwen | 5000 meter mannen 1500 meter vrouwen 0500 meter mannen | 0.5000 meter vrouwen 10.000 meter mannen 0.1000 meter vrouwen 0.1000 meter mannen |

## Medailles

### Mannen
| Afstand          | Goud                           | Goud     | Zilver                         | Zilver   | Brons                          | Brons    |                    |
| ---------------- | ------------------------------ | -------- | ------------------------------ | -------- | ------------------------------ | -------- | ------------------ |
| 500 m Details    | Dai Dai Ntab Team Plantina     | 34,67    | Ronald Mulder Team Plantina    | 34,69    | Kai Verbij Team Plantina       | 34,95    | uitslag            |
| 1000 m Details   | Kai Verbij Team Plantina       | 1.08,30  | Kjeld Nuis Team LottoNL-Jumbo  | 1.08,52  | Koen Verweij Team Plantina     | 1.08,96  | uitslag            |
| 1500 m Details   | Koen Verweij Team Plantina     | 1.45,07  | Thomas Krol Team Plantina      | 1.45,35  | Sven Kramer Team LottoNL-Jumbo | 1.46,50  | uitslag[dode link] |
| 5000 m Details   | Sven Kramer Team LottoNL-Jumbo | 6.16,15  | Jorrit Bergsma Clafis          | 6.17,16  | Erik Jan Kooiman Clafis        | 6.19,59  | uitslag[dode link] |
| 10.000 m Details | Jorrit Bergsma Clafis          | 12.55,83 | Sven Kramer Team LottoNL-Jumbo | 12.58,02 | Erik Jan Kooiman Clafis        | 12.59,48 | uitslag            |

### Vrouwen
| Afstand        | Goud                                 | Goud    | Zilver                       | Zilver  | Brons                                  | Brons   |         |
| -------------- | ------------------------------------ | ------- | ---------------------------- | ------- | -------------------------------------- | ------- | ------- |
| 500 m Details  | Jorien ter Mors Team AfterPay        | 38,51   | Marrit Leenstra enie.nl      | 38,88   | Sanneke de Neeling Team LottoNL-Jumbo  | 39,27   | uitslag |
| 1000 m Details | Jorien ter Mors Team AfterPay        | 1.15,94 | Marrit Leenstra enie.nl      | 1.16,18 | Ireen Wüst Team JustLease.nl           | 1.16,50 | uitslag |
| 1500 m Details | Jorien ter Mors Team AfterPay        | 1.54,93 | Ireen Wüst Team JustLease.nl | 1.56,17 | Marrit Leenstra enie.nl                | 1.56,64 | uitslag |
| 3000 m Details | Antoinette de Jong Team JustLease.nl | 4.05,59 | Ireen Wüst Team JustLease.nl | 4.06,13 | Irene Schouten Clafis                  | 4.06,31 | uitslag |
| 5000 m Details | Antoinette de Jong Team JustLease.nl | 6.59,65 | Carien Kleibeuker Clafis     | 7.00,38 | Carlijn Achtereekte Team LottoNL-Jumbo | 7.00,86 | uitslag |

## Medaillespiegel teams
| Plaats | Teams              | Goud | Zilver | Brons | Totaal |
| 1      | Team Plantina      | 3    | 2      | 2     | 7      |
| 2      | Team AfterPay      | 3    | 0      | 0     | 3      |
| 3      | Team JustLease.nl  | 2    | 2      | 1     | 5      |
| 4      | Clafis             | 1    | 2      | 3     | 6      |
| 4      | Team LottoNL-Jumbo | 1    | 2      | 3     | 6      |
| 6      | enie.nl            | 0    | 2      | 1     | 3      |
| Totaal | Totaal             | 10   | 10     | 10    | 30     |